# سذاب كورسيكي
السذاب الكورسيكي (باللاتينية: Ruta montana)  نوع نباتي يتبع جنس السذاب من الفصيلة السذابية.
يحتوي النبات على مواد يمكن أن تسبب حروقاً إذا لامست الجلد وبخاصة في أوقات الحر.

## البيئة والانتشار
موطنه جزيرة كورسيكا الفرنسية وجزيرة سردينيا الإيطالية.